# دی‌سی‌پی میدستریم
دی‌سی‌پی میدستریم (انگلیسی: DCP Midstream) شرکت خدمات نفتی آمریکایی است، که در سال ۲۰۰۵ تأسیس شد.